# Ponte Nova (Ronda)
A Ponte Nova (em castelhano: Puente Nuevo) é um dos dois monumentos mais emblemáticos da cidade de Ronda e de alguma forma também da Andaluzia, Espanha. É uma ponte construída no século XVIII, impressionante pela sua altura (98 metros), que cruza Tajo de Ronda, um profundo desfiladeiro por onde corre o rio Guadalevín ao longo de 500 metros. A ponte situa-se junto ao fim do desfiladeiro, onde este se abre para a planície a oeste e sudoeste da cidade.
A ponte é a mais nova e mais imponente das três pontes de Ronda sobre o Guadalevín, que divide a cidade em duas. A sua construção contribuiu para a expansão urbana, ligando a parte mais antiga, no lado sudeste, com o bairro do Mercadillo, na parte mais moderna, a noroeste.

## História
A primeira tentativa de construção de uma ponte no local foi iniciada em 1735, durante o reinado de Filipe V, que passou pela construção de um arco com 35 metros de diâmetro. No entanto, seis anos depois o arco colapsou, matando cerca de 50 pessoas.
Poucos anos mais tarde, em 1751, foram iniciadas novas obras, as quais foram finalizadas em maio de 1793, coincidindo com a realização da Feira Real de Maio em Ronda. As obras foram digidas pelo arquiteto José Martín de Aldehuela, natural de Manzanera, Teruel.
Foi construída em silhar de pedra extraída do fundo do Tajo. No seu interior, por cima do arco central, funciona um Centro de Interpretação sobre não só a obra de engenharia setecentista mas também aspetos da região, como urbanismo, história, geologia, flora e fauna.